# Johannes Tideln
Johannes Tideln, OP (falecido a 28 de julho de 1501) foi um prelado católico romano que serviu como bispo auxiliar de Hildesheim (1477–1501) e bispo auxiliar de Minden (1477–1501).

## Biografia
Johannes Tideln foi ordenado sacerdote na Ordem dos Pregadores. No dia 7 de fevereiro de 1477, foi nomeado durante o papado de Sisto IV como Bispo Auxiliar de Hildesheim, Bispo Auxiliar de Minden e Bispo Titular de Missene. Serviu como Bispo Auxiliar de Hildesheim e Bispo Auxiliar de Minden até ao seu falecimento a 28 de julho de 1501.